# Badinogo 2
Pour les articles homonymes, voir Badinogo (homonymie).
Ne doit pas être confondu avec Badinogo 1 ou Badnogo 2.
Badinogo 2 est une localité située dans le département de Kongoussi de la province du Bam dans la région Centre-Nord au Burkina Faso. Lors du recensement de 2006, on y a dénombré 546 habitants. 